# Astuccio per sigari

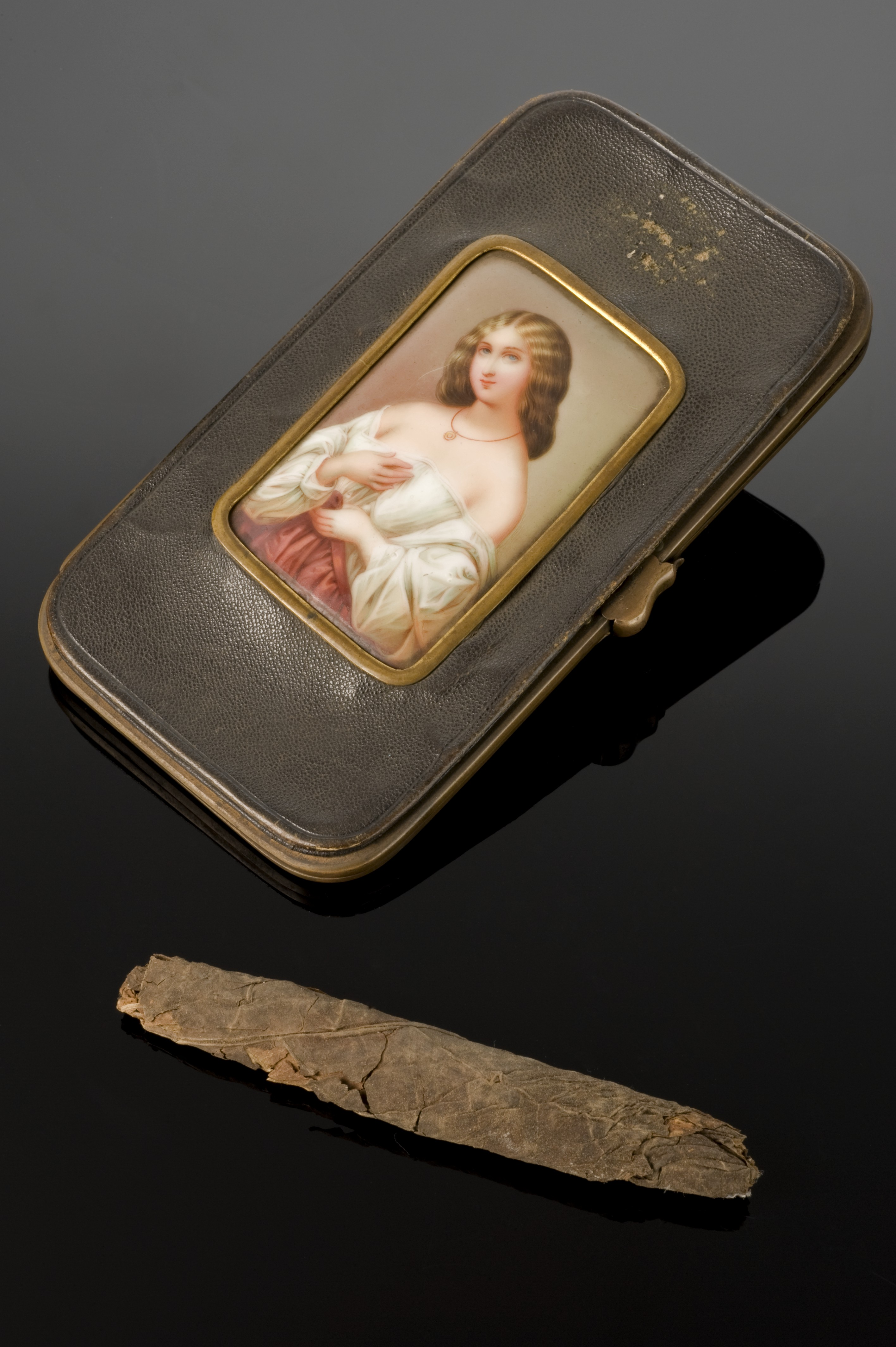
Un astuccio per sigari francese degli anni '40 dell'Ottocento

Un astuccio per sigari è un contenitore per trasportare dei sigari. L'aspetto chiave di un astuccio per sigari è la sua praticità di trasporto, ad esempio in tasca, senza che i sigari all'interno si disperdano. Nel corso degli anni gli astucci sono stati realizzati in diversi materiali e con diverse decorazioni per mantenere l'umidità necessaria dei sigari. Solitamente gli astucci consentono di trasportare non più di quattro sigari.
Negli ultimi decenni si sono diffuse anche custodie ad astuccio in pelle morbida o rigida, alcune già munite all'interno di tagliasigari.

## Tipologie di astucci per sigari
Esistono le seguenti categorie di astucci per sigari:

### Astucci di cedro spagnolo
Come il nome suggerisce, sono realizzate in cedro spagnolo. Sono solitamente degli astucci duri che evitano qualsiasi danno ai sigari. Questi astucci sono divisi in due parti, una superiore e una inferiore. A seconda della costruzione, una parte scorre sull'altra.

### Astucci telescopici
Questi astucci sono formati da due parti distinte che si incastrano una dentro l'altra. 
Solitamente sono realizzati con materiali morbidi come ad esempio la pelle, ma possono essere realizzati anche in metallo.

## Marche di ditte produttrici di astucci per sigari
- Alfred Dunhill
- Andre Garcia
- Atoll Cigar Case
- Craftsman Bench
- Davidoff
- Diamond Crown
- Noro Cigar Case
- Porsche Design
- Prometheus
- Savinelli
- Savoy
- ST Dupont
- Xikar